# Vår Fru av Lourdes
Vår Fru av Lourdes är en uppenbarelse av Jungfru Maria som Bernadette Soubirous sade sig ha haft i Massabiellegrottan i Lourdes, första gången den 11 februari 1858, och sedan vid ytterligare sjutton tillfällen samma år. Lourdes är därför en katolsk pilgrimsort, där en kyrka uppförts. Uppenbarelsen firas i Katolska kyrkan den 11 februari. I Lourdes finns också en vattenkälla som anses ha mirakulösa egenskaper, en föreställning som inte officiellt sanktionerats av Kyrkan.
Festdagen infördes av påve Leo XIII år 1890, och år 1907 blev det en officiell minnesdag för Katolska kyrkan, genom beslut av påve Pius X. En särskild litania för Vår Fru av Lourdes brukar läsas denna dag.